# District d'Aguadulce
Le district d'Aguadulce est l'une des divisions qui composent la province de Coclé, au Panama. Au recensement de 2013, elle comptait 49 018 habitants.